# Котенєв Анатолій Володимирович
Котенєв Анатолій Володимирович (рос. Анатолий Владимирович Котенёв; нар. 25 вересня 1958, Сухумі) — радянський, білоруський і російський актор. Заслужений артист Республіки Білорусь (2012).

## Біографічні відомості
Народився 25 вересня 1958 р. Закінчив Школа-студія МХАТу. Працював у Мінському театрі кіноактора.
Знявся в українських фільмах: «Зірка шерифа» (1991, Анджелі), «Стамбульський транзит» (1993), в телесеріалах: «Ундіна» (2003, Андрій Таранов), «Ундіна-2» (2004), серіали «Двигун внутрішнього згоряння» (2017), «Проти течії» (2020) тощо.  Мабуть, найвідоміший фільм, у якому він зіграв, це «Наскільки мене несуть ноги».

## Фільмографія
- 1984 — Невідомий солдат
- 1985 — Матрос Железняк / Анатолій Железняк
- 1986 — Секретний фарватер
- 1988 — Ви чиї, старі? /Андрій Букін, наречений Валентини
- 1988 — Свій хрест